# Вельке Ріпняни
Вельке Ріпняни (словац. Veľké Ripňany) — село, громада округу Топольчани, Нітранський край. Кадастрова площа громади — 23.68 км².
Населення 2042 особи (станом на 31 грудня 2019 року).

## Історія
Вельке Ріпняни згадуються 1196 року.

## Населення
| Рік:            | 1994. | 2004.   | 2014.   | 2024.   |
| --------------- | ----- | ------- | ------- | ------- |
| Кількість осіб: | 2139  | 2127    | 2120    | 2094    |
| Різниця:        |       | -0,56 % | -0,32 % | -1,22 % |

| Рік:            | 2023. | 2024.   |
| --------------- | ----- | ------- |
| Кількість осіб: | 2079  | 2094    |
| Різниця:        |       | +0,72 % |